# Золотистый сомик
Золотистый сомик, или бронзовый панцирник, или золотой сомик, или изменчивый сомик (лат. Corydoras aeneus) — вид лучепёрых рыб семейства панцирных сомов (Callichthyidae), аквариумная рыба.
В Россию был завезён в 60 годах XX века.

## Ареал
Обитает в водах Венесуэлы, и далее на юг, до бассейна реки Ла-Плата, а также на острове Тринидад.

### Среда обитания
В природе эти сомики живут в медленно текущих, реже в стоячих водах. Интересной их особенностью является способность выползать небольшими группами на илистые отмели, где они подбирают всё съедобное. В связи с таким оригинальным образом жизни у них выработались своеобразные приспособления. Главным из них является способность дышать кислородом воздуха, последний при этом захватывается ртом, попадает в кишечник и усваивается в задней кишке. Органом передвижения (своеобразными «ходулями») служат крепкие шипы грудных плавников.

## Содержание в аквариуме
Общий фон бронзовый. Плавники желтоватые, прозрачные. Спина темнее брюшка. По бокам проходит заметная ярко-зелёная продольная полоса. Под ней проходит другая, более узкая полоса светло-зелёного цвета. Существует альбиносная форма. Рот, расположенный в нижней части головы, снабжён двумя парами чувствительных усиков, служащих дополнением к органам осязания и вкуса и позволяющих сомикам перемещаться и находить пищу даже в полной темноте.
Самки крупнее самцов и вырастают до 7 см в длину; спинной и грудной плавники имеют более округлую форму. Самцы изящнее и поменьше и имеют более острый спинной и грудной плавники; окраска их более яркая. Это донные рыбы, в поисках пищи они активно взмучивают дно. В неволе принимают любой корм. Сомики предпочитают сумеречное освещение. Если аквариум сильно освещён, выбирают в нём места, закрытые от прямого света. Температура для содержания +23…+28 °С. Золотистый сомик нетребователен к содержанию кислорода, растворённого в воде.

### Размножение
Нерест наступает при резком понижении атмосферного давления и дожде.
При наличии зрелых племенных рыб икрометание можно вызвать, подлив холодную воду в сосуд так, чтобы температура понизилась на 5 °C. Рыбы помещаются по группам в просторные сосуды объемом около 100 литров, самцов должно быть больше. Температура воды: 20—22 °C. Состав и качество воды особого значения не имеют.
Самка откладывает икринки в сложенные вместе брюшные плавники, а потом переносит их на очищенный твёрдый субстрат. В условиях аквариума самки мечут икру на стенки. Самка мечет около 150 икринок. Интервал между икрометанием 10—12 дней. Икра, как и у других видов сомов, твёрдая. Сразу после окончания икрометания рыб следует выловить, а в сосуд капнуть несколько капель метиленовой синьки. Возле кладки с икрой следует установить распылитель. Инкубационный период длится 60 часов, а еще через несколько дней молодь начинает плавать. Лучшим кормом для неё является артемия. Позднее мальков можно кормить измельчёнными червями-трубочниками. При выращивании большого количества мальков следует учитывать, что большинство сомообразных и их мальки плохо переносят резкое понижение pH, вызываемой плотной посадкой мальков и количеством органических отложений в воде.